# Montney
Montney est une municipalité située dans la province de la Colombie-Britannique, dans le centre-est.